# 青山公路－汀九段

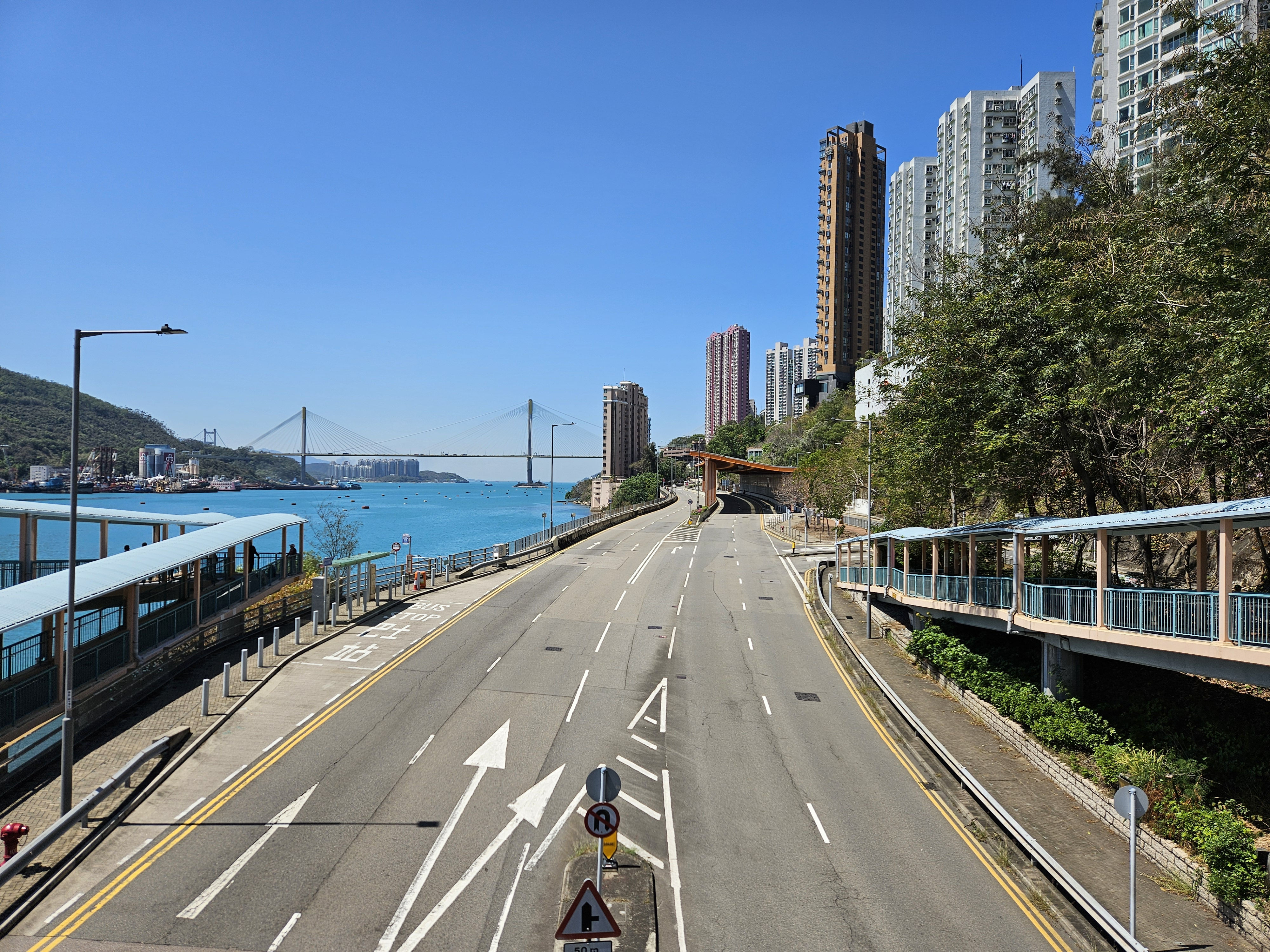
青山公路－汀九段東段

青山公路－汀九段（英語：Castle Peak Road - Ting Kau），是香港青山公路其中一段，路段東接油柑頭翠景臺，西延雙仙灣泳灘。九巴對整條青山公路的分站代號前綴均為CA07。

## 歷史
青山公路－汀九段是荃灣區郊區西部主要幹道之一，是早期接駁市區的主要道路。
屯門公路通車後，青山公路使用量明顯減少，但汀九及油柑頭一帶住宅單位日益增加，對巴士服務仍有需求，個別屋苑更開設居民巴士服務。小巴多取道青山公路，提供較低廉的交通服務。
政府於1994年開始為青山公路流量進行評估，並於2001年批出撥款，改善此段、深井段及青龍頭段的路段，當中此段被大幅改建，當中包括在汀九村外加建「新汀九段」高架道路、興建接駁汀九村的行車天橋等。

## 沿線建築物 (東至西)

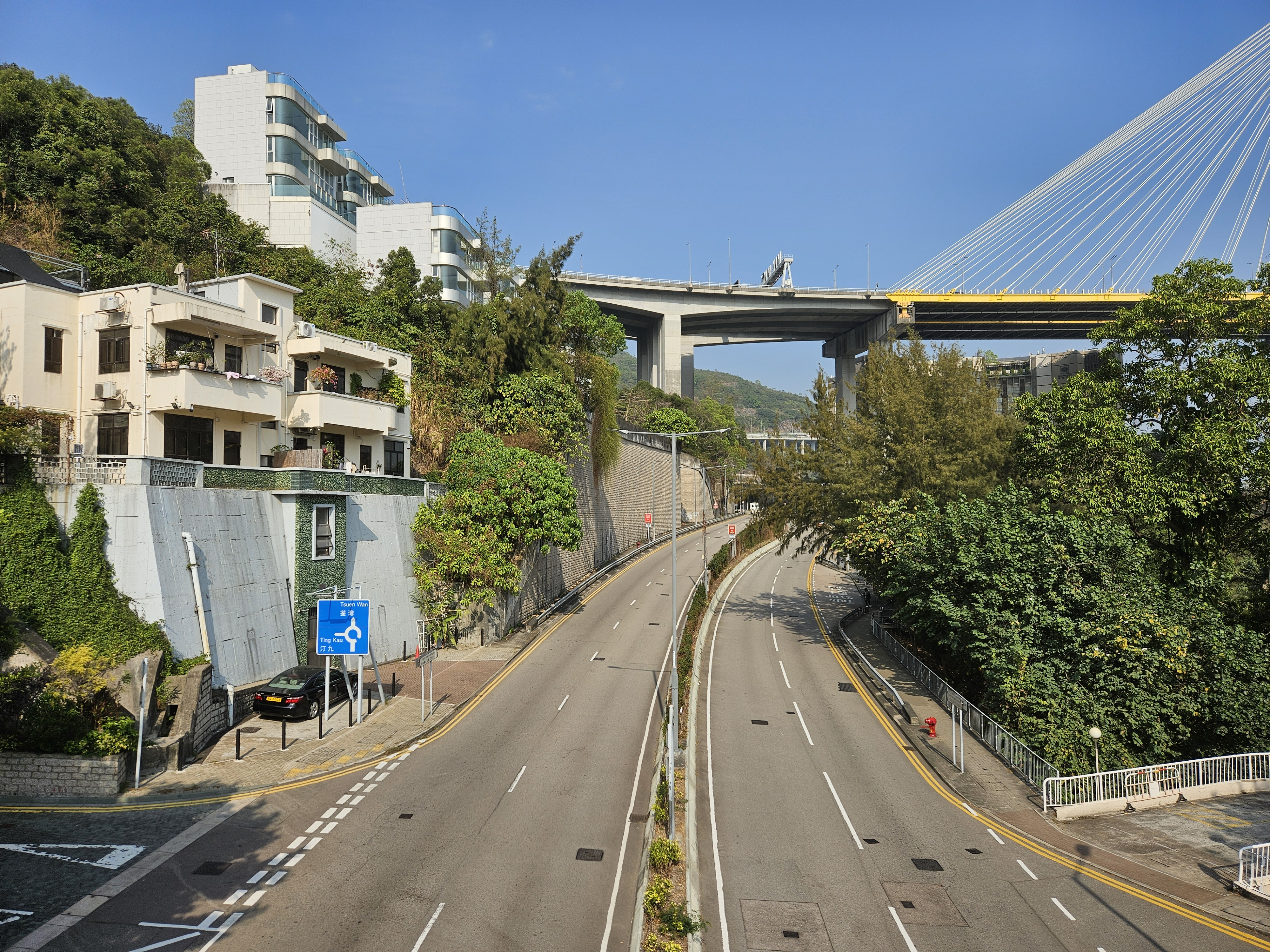
青山公路－汀九段近麗都灣泳灘

- 海濤花園
- 汀蘭居（現名「華麗海灣酒店」）
- 金麗苑
- 近水灣泳灘
- 汀九灣泳灘
- 帝景酒店
- 麗都灣泳灘
- 更生灣
- 機場核心計劃展覽中心
- 海事處馬灣交通控制中心
- 雙仙灣

## 連接街道 (東至西)
- 青山公路－荃灣段
- 海安路
- 悠麗路
- 青山公路－新汀九段
- 汀逸路
- 青山公路－深井段